# The Chronicles of Narnia: The Magician's Nephew
The Chronicles of Narnia: The Magician's Nephew es una próxima película estadounidense de fantasía fantástica de 2026 escrita y dirigida por Greta Gerwig, basada en la novela de 1955 El sobrino del mago, la sexta novela publicada y la primera en orden cronológico de la serie de libros infantiles Las Crónicas de Narnia de C. S. Lewis . Está protagonizada por Emma Mackey como la Bruja Blanca, junto a Daniel Craig, Meryl Streep y Carey Mulligan.

## Reparto
- Emma Mackey como Jadis
- Daniel Craig como Andrew Ketterley
- Meryl Streep como la voz de Aslan
- Carey Mulligan como Mabel Kirke

## Producción

### Fondo
Tras el vencimiento del contrato de Walden Media con los derechos cinematográficos de Las Crónicas de Narnia en 2011, The CS Lewis Company anunció en octubre de 2013 un acuerdo con The Mark Gordon Company para adaptar la novela de 1953 La Silla de Plata . Mark Gordon y Douglas Gresham, junto con Vincent Sieber, director de The CS Lewis Company con sede en Los Ángeles, serían los productores y trabajarían con The Mark Gordon Company en el desarrollo del guion. En diciembre de 2013, se anunció que David Magee escribiría el guion. En julio de 2014, el sitio web oficial de Narnia permitió a los fans sugerir nombres para la Dama de la Túnica Verde, la antagonista principal. El nombre ganador sería seleccionado por Gordon y Magee para su uso en el guion final de La Silla de Plata.
Los productores de la película la han llamado un reinicio del hecho de que la película tiene un nuevo equipo creativo que no está asociado con los que trabajaron en las tres películas anteriores. En agosto de 2016, se anunció que TriStar Pictures y Entertainment One estaban listos para financiar y distribuir la cuarta película con The Mark Gordon Company (que era propiedad de eOne) y The CS Lewis Company. En abril de 2017, se anunció que Joe Johnston había sido contratado para dirigir The Silver Chair .  Durante una entrevista con Red Carpet News TV, Gordon reveló escasos detalles sobre las nuevas tecnologías y la configuración que se utilizarían para la próxima película.

### Desarrollo
En octubre de 2018, Netflix y eOne Films firmaron un acuerdo plurianual con CS Lewis Company para producir películas y programas de televisión basados en Las Crónicas de Narnia.
En julio de 2023, tras el estreno de Barbie, se anunció que Greta Gerwig había firmado un acuerdo con Netflix para escribir y dirigir dos películas basadas en la serie de libros Las crónicas de Narnia, con Gordon, Douglas Gresham, Amy Pascal y Sieber como productores.  En diciembre de 2024, Jason Isaacs reveló que se rumoreaba que Gerwig adaptaría El sobrino del mago para la primera película. En marzo de 2025, Charli XCX estaba en conversaciones para unirse a la película, mientras que a Daniel Craig se le había ofrecido un papel. A principios de abril, Meryl Streep estaba en conversaciones para prestar su voz a Aslan. Más tarde ese mes, Emma Mackey fue elegida como la Bruja Blanca en lugar de Margaret Qualley y Charli; Streep y Craig fueron confirmados para la película.   En mayo, Carey Mulligan fue elegida para interpretar a Mabel Kirke, y se confirmó que la película adaptaría El sobrino del mago.

### Rodaje
Está previsto que la fotografía principal comience a finales de 2025, en Londres, con Seamus McGarvey como director de fotografía.

## Estreno
El estreno de The Chronicles of Narnia: The Magician's Nephew está previsto para los cines de Estados Unidos el 26 de noviembre de 2026, antes de su estreno en Netflix el 25 de diciembre de 2026. La película se proyectará exclusivamente en 1000 pantallas IMAX.